# Nicole Arendt
Nicole Arendt (Somerville, 26 agosto 1969) è un'ex tennista statunitense.

## Carriera
In carriera ha vinto 16 titoli di doppio. Nei tornei del Grande Slam ha ottenuto il suo miglior risultato conquistando il titolo di doppio misto agli Australian Open nel 1996 e all'Open di Francia sempre nello stesso anno. Ha inoltre raggiunto la finale di doppio a Wimbledon nel 1997.

## Statistiche

### Doppio

#### Vittorie (16)
| Numero | Anno | Torneo                                         | Superficie  | Compagna        | Avversarie in finale                | Punteggio     |
| 1.     | 1993 | Indonesia Open, Giacarta                       | Cemento     | Kristine Kunce  | Amy de Lone Erika de Lone           | 6–3, 6–4      |
| 2.     | 1994 | Indonesia Open, Giacarta                       | Cemento     | Kristine Kunce  | Kerry-Anne Guse Andrea Strnadová    | 6–2, 6–2      |
| 3.     | 1995 | IGA U.S. Indoor Championships, Oklahoma City   | Cemento     | Laura Golarsa   | Katrina Adams Brenda Schultz        | 6–4, 6–3      |
| 4.     | 1995 | Family Circle Cup, Hilton Head                 | Terra verde | Manon Bollegraf | Gigi Fernández Nataša Zvereva       | 0–6, 6–3, 6–4 |
| 5.     | 1995 | Virginia Slims of Houston, Houston             | Terra rossa | Manon Bollegraf | Wiltrud Probst Rene Simpson         | 6–4, 6–2      |
| 6.     | 1995 | Open di Zurigo, Zurigo                         | Sintetico   | Manon Bollegraf | Chanda Rubin Caroline Vis           | 4-6, 7-6, 6-4 |
| 7.     | 1995 | Bell Challenge, Québec                         | Cemento     | Manon Bollegraf | Lisa Raymond Rennae Stubbs          | 7-6, 4-6, 6-2 |
| 8.     | 1996 | World Doubles Cup, Edimburgo                   | Terra rossa | Manon Bollegraf | Gigi Fernández Nataša Zvereva       | 6–3, 2–6, 7–6 |
| 9.     | 1996 | Porsche Tennis Grand Prix, Filderstadt         | Cemento     | Jana Novotná    | Martina Hingis Helena Suková        | 6–2, 6–3      |
| 10.    | 1997 | Faber Grand Prix, Hannover                     | Sintetico   | Manon Bollegraf | Larisa Neiland Brenda Schultz       | 4–6, 6–3, 7–6 |
| 11.    | 1997 | Internazionali d'Italia, Roma                  | Terra rossa | Manon Bollegraf | Conchita Martínez Patricia Tarabini | 6–2, 6–4      |
| 12.    | 1997 | World Doubles Cup, Edimburgo                   | Terra rossa | Manon Bollegraf | Rachel McQuillan Nana Miyagi        | 6–1, 3–6, 7–5 |
| 13.    | 1997 | U.S. Women's Hard Court Championships, Atlanta | Cemento     | Manon Bollegraf | Alexandra Fusai Nathalie Tauziat    | 6–7, 6–3, 6–2 |
| 14.    | 2001 | Canberra International, Canberra               | Cemento     | Ai Sugiyama     | Nannie de Villiers Annabel Ellwood  | 6–4, 7–6      |
| 15.    | 2001 | Indian Wells Masters, Indian Wells             | Cemento     | Ai Sugiyama     | Virginia Ruano Pascual Paola Suárez | 6–4, 6–4      |
| 16.    | 2002 | ASB Classic, Auckland                          | Cemento     | Liezel Huber    | Květa Peschke Henrieta Nagyová      | 7–5, 6–4      |

## Vittorie contro giocatrici top 10
| Stagione | 1997 | Totale |
| -------- | ---- | ------ |
| Vittorie | 1    | 1      |

| #    | Giocatrice   | Ranking | Evento                  | Superficie  | Turno | Punteggio     | Rank. NAR |
| ---- | ------------ | ------- | ----------------------- | ----------- | ----- | ------------- | --------- |
| 1997 |              |         |                         |             |       |               |           |
| 1.   | Jana Novotná | 3       | Open di Francia, Parigi | Terra rossa | 3T    | 3-6, 6-4, 6-4 | 87        |